# Uczciwa kobieta
Uczciwa kobieta (ang. The Honourable Woman) – brytyjsko serial telewizyjny wyprodukowany przez BBC Worldwide, Drama Republic, Eight Rooks oraz SundanceTV. Twórcą serialu jest Hugo Blick. Jest to koprodukcja brytyjskiego BBC Two i amerykańskiego kanału telewizyjnego Sundance Channel. Był emitowany od 3 lipca 2014 roku do 21 sierpnia 2014 roku przez  BBC Two. W Polsce został wyemitowany od 4 do 25 marca 2015 roku przez Ale Kino+.

## Fabuła
Serial opowiada o Nessie Stein, która w młodości była świadkiem morderstwa jej ojca, żydowsko-angielskiego przemysłowca, przez Organizację Wyzwolenia Palestyny. W wieku czterdziestu lat jest niezależną bizneswoman, prowadzi fundację i jest jedną z ważniejszych osób prowadzącą negocjacje pokojowe na Bliskim Wschodzie. Nessie udaje się podpisać wielomilionowy kontrakt z palestyńskim biznesmenem na instalację szerokopasmowego Internetu w Palestynie. Wszystko zmienia się, gdy zostaje on zamordowany, a Nessa i jej brat zostają objęci kontrolą brytyjskiego wywiadu. Kobieta domyśla się, że ktoś stara się ją zniszczyć za wszelką cenę.

### Role główne
- Maggie Gyllenhaal jako Nessa Stein[3]
- Andrew Buchan jako Ephra Stein, brat Nessy[4]
- Stephen Rea jako sir Hugh Hayden-Hoyle, wysokiej rangi szpieg jednostki MI6[4]
- Lubna Azabal jako Atika Halibi, niania córek  Ephry i Rachel[4]
- Janet McTeer jako Dame Julia Walsh, szefowa jednostki MI6[4]
- Katherine Parkinson jako Rachel Stein, żona Ephry[4]
- Tobias Menzies jako Nathaniel Bloom, osobisty ochroniarz Nessy[4]
- Eve Best jako Monica Chatwin, kluczowy agent MI6 z biura w Waszyngtonie[5]
- Igal Naor jako Shlomo Zahary[5]
- Genevieve O’Reilly jako Frances Pirsig, prywatna sekretarka Nessy[5]
- Lindsay Duncan jako Anjelica, Lady Hayden-Hoyle[4]

### Role drugoplanowe
- Philip Arditti jako Saleh Al-Zahid[5]
- Nasser Memarzia jako Zahid Al-Zahid
- Oliver Bodur jako Kasim Halabi
- Adnan Rashed jako Samir Meshal
- Raad Rawi jako Jalal El-Amin[5]
- Julia Montgomery Brown jako Rebecca Lantham aka Tracy[5]
- Nicholas Woodeson jako  Judah Ben-Shahar, izraelski dyplomata[5]
- Richard Katz jako Aron Yavin[5]
- John MacKay jako Caleb Schwako[5]
- Lachele Carl  jako Sekretarz stanu Stanów Zjednoczonych
- Laurel Lefkow jako Kate Larsson
- Paul Herzberg jako Daniel Borgoraz[5]
- Martin Hutson jako Max Boorman, agent MI6[5]
- Martin McDougall jako Brigadier General Berkoff[5]
- George Georgiou jako  Magdi Muraji palestyński dyplomata[5]
- Uriel Emil jako Shimon Ben Reuven[5]
- Claire-Louise Cordwell jako Gail Gatz
- Jacob Krichefski  jako Yaniv Levi
- Justin Shevlin jako Tom Crace
- Aidan Stephenson jako Eli Stein', ojciec Nessa'y[5]
- Lois Ellington jako młoda Nessa

## Odcinki
| Sezon | Sezon | Odcinki | Oryginalna emisja BBC Two | Oryginalna emisja BBC Two | Oryginalna emisja Ale Kino+ | Oryginalna emisja Ale Kino+ | Oryginalna emisja Ale Kino+ |
| Sezon | Sezon | Odcinki | Premiera sezonu           | Finał sezonu              | Premiera sezonu             | Finał sezonu                |                             |
| ----- | ----- | ------- | ------------------------- | ------------------------- | --------------------------- | --------------------------- | --------------------------- |
|       | 1     | 8       | 3 lipca 2014              | 21 sierpnia 2014          | 4 marca 2015                | 25 marca 2015               |                             |

### Sezon 1 (2014)
| # | Tytuł                  | Reżyseria     | Scenariusz    | Premiera BBC Two | Premiera Ale Kino+ |
| - | ---------------------- | ------------- | ------------- | ---------------- | ------------------ |
| 1 | The Empty Chair        | Hugo E. Blick | Hugo E. Blick | 3 lipca 2014     | 4 marca 2015       |
| 2 | The Unfaithful Husband | Hugo E. Blick | Hugo E. Blick | 10 lipca 2014    | 4 marca 2015       |
| 3 | The Killing Call       | Hugo E. Blick | Hugo E. Blick | 17 lipca 2014    | 11 marca 2015      |
| 4 | The Ribbon Cutter      | Hugo E. Blick | Hugo E. Blick | 24 lipca 2014    | 11 marca 2015      |
| 5 | Two Hearts             | Hugo E. Blick | Hugo E. Blick | 31 lipca 2014    | 18 marca 2015      |
| 6 | The Mother Line        | Hugo E. Blick | Hugo E. Blick | 7 sierpnia 2014  | 18 marca 2015      |
| 7 | The Hollow Wall        | Hugo E. Blick | Hugo E. Blick | 14 sierpnia 2014 | 25 marca 2015      |
| 8 | The Paring Knife       | Hugo E. Blick | Hugo E. Blick | 21 sierpnia 2014 | 25 marca 2015      |